# Malleastrum boivinianum
Malleastrum boivinianum är en tvåhjärtbladig växtart som först beskrevs av Henri Ernest Baillon, och fick sitt nu gällande namn av André Leroy. Malleastrum boivinianum ingår i släktet Malleastrum och familjen Meliaceae. Inga underarter finns listade i Catalogue of Life.